# 867
Năm 867 là một năm trong lịch Julius.